# Aspidiotus comperei
Aspidiotus comperei är en insektsart som beskrevs av Marlatt 1908. Aspidiotus comperei ingår i släktet Aspidiotus och familjen pansarsköldlöss. Inga underarter finns listade i Catalogue of Life.